# Bandiera di Madrid
La bandiera di Madrid è un drappo di color cremisi che fa da sfondo allo scudo con il simbolo della città di Madrid.
L'orso rappresentato nell'immagine è conseguenza della presenza di questi animali nella zona in tempi passati.
Il corbezzolo con il prato sottostante ricordano una contesa tra la cittadinanza ed il Consiglio comunale, la proprietà degli alberi fu assegnata alla prima mentre il possesso dei terreni erbosi al secondo.
Anche se difficilmente riconoscibili, le stelle nella cornice rappresentano l'Orsa Maggiore.
Il simbolo insito nella bandiera è riprodotto nella statua dell'Orso e del Corbezzolo, situata alla Puerta del Sol a Madrid.